# میرکلا

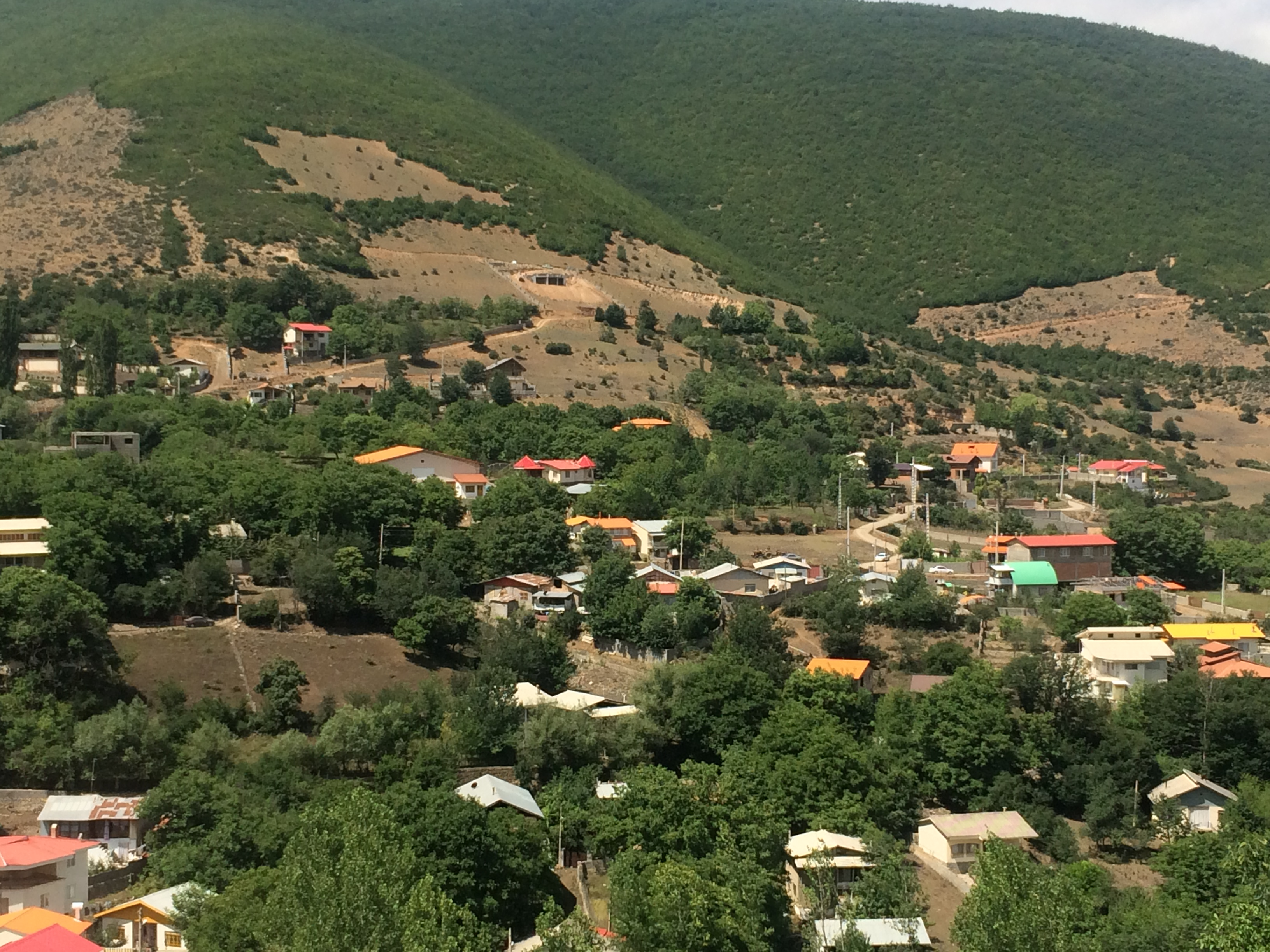
دهکده میرکلا مرداد 1398 عکاس : سید رامتین غفاری راد

میرکلا، روستایی است از توابع بخش کجور شهرستان نوشهر در استان مازندران ایران.

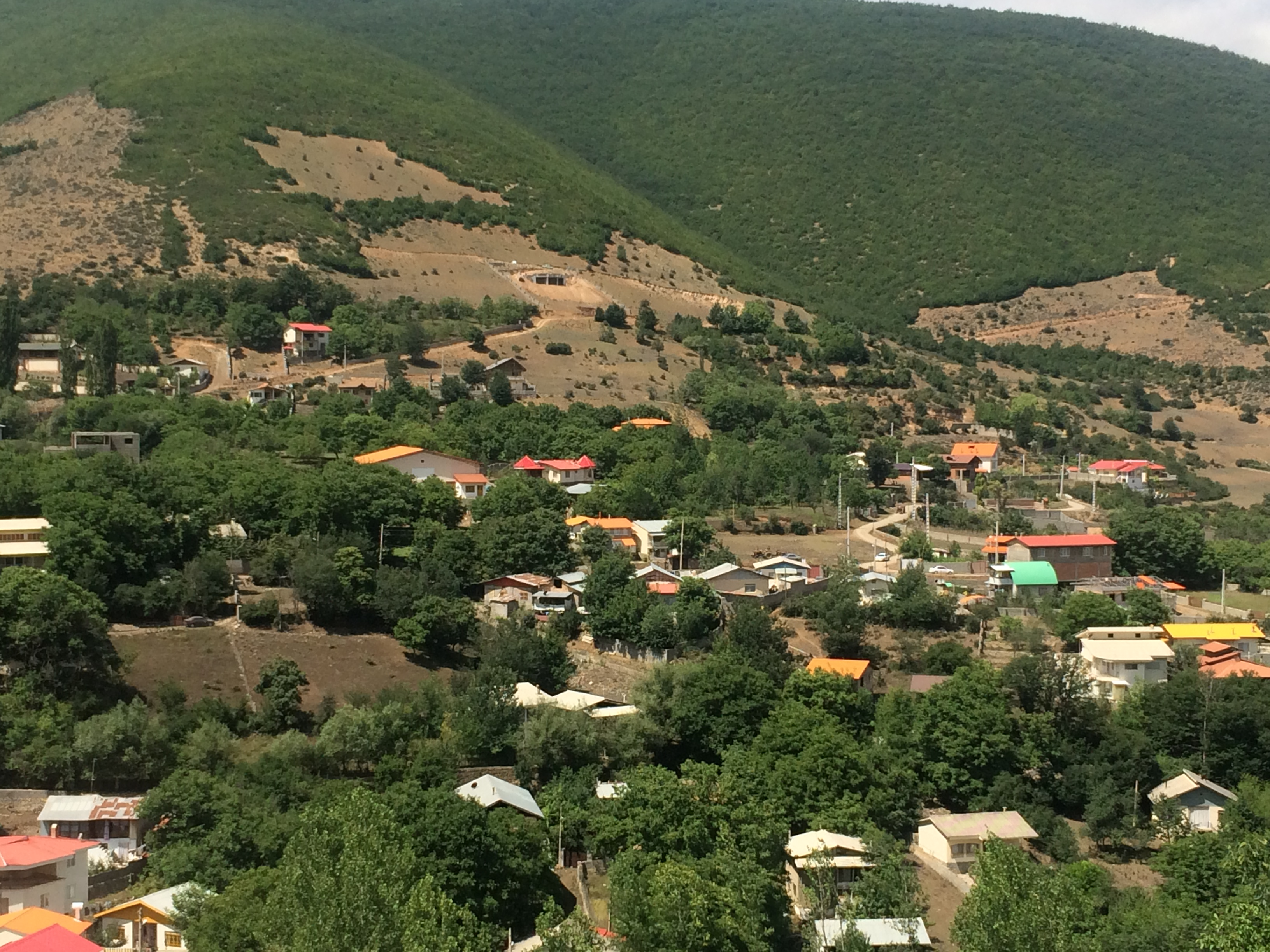
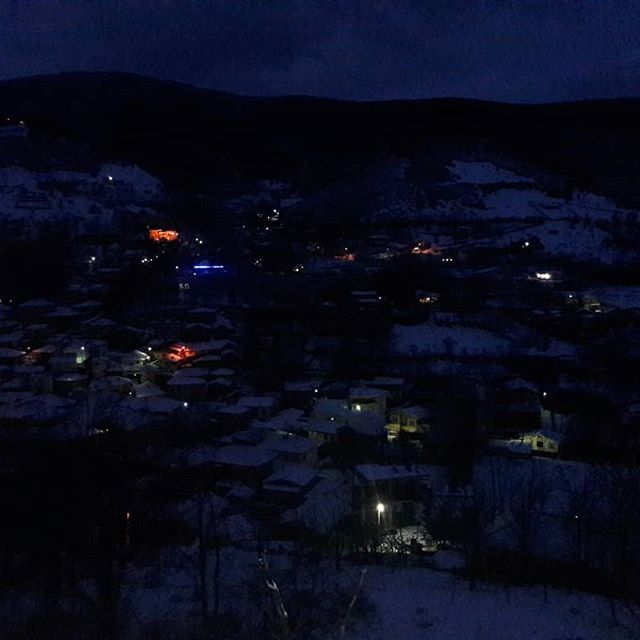

## جمعیت
این روستا در دهستان زانوس‌رستاق قرار دارد و براساس سرشماری مرکز آمار ایران در سال ۱۳۸۵، جمعیت آن ۶۲ نفر (۲۰خانوار) بوده‌است. مردم میرکلا از قومیت طبری هستند. مردم میرکلا به زبان طبری و گویش کجوری سخن می‌گویند.

## چگونگی پدید آمدن
این دهکده ضلع شرقی دهکده کندلوس است .
این دهکده ساکنانش همگی سید هستند .
مردم این دهکده به زبان طبری گویش کجوری سخن می گویند و مردمانی صمیمی و مهمانواز اند.

### چگونگی به وجود آمدن
دو نفر از سید های محله شاهاندشت لاریجان ( در منطقه هراز آمل ) به این منطقه می آیند و ابتدا در روستایی که مجاور کندلوس به نام گیل کلا ساکن می شوند و یکی از آنها که سید مهدی نام داشت از طایفه بنا که ساکن کندلوس بودند زمینی در ضلع شرقی کندلوس که قدیم به صورت باغ بوده است را خریداری می کند و در آنجا ساکن می شود .
امروزه مقبره سید مهدی با عنوان امام زاده سید مهدی در این دهکده خود نمایی می کند.
این دهکده به دهکده ای آباد و پر جنب و جوش تبدیل شده است.